# Генслоу, Джон Стивенс
Джон Стивенс Генслоу (англ. John Stevens Henslow; 6 февраля 1796, Рочестер, Кент — 16 мая 1861, Hitcham, Суффолк) — английский ботаник, профессор ботаники, коллекционер ботанических экземпляров, геолог, профессор минералогии, блестящий академик, друг и наставник Чарльза Дарвина, щедрый филантроп и выдающийся пастор. 

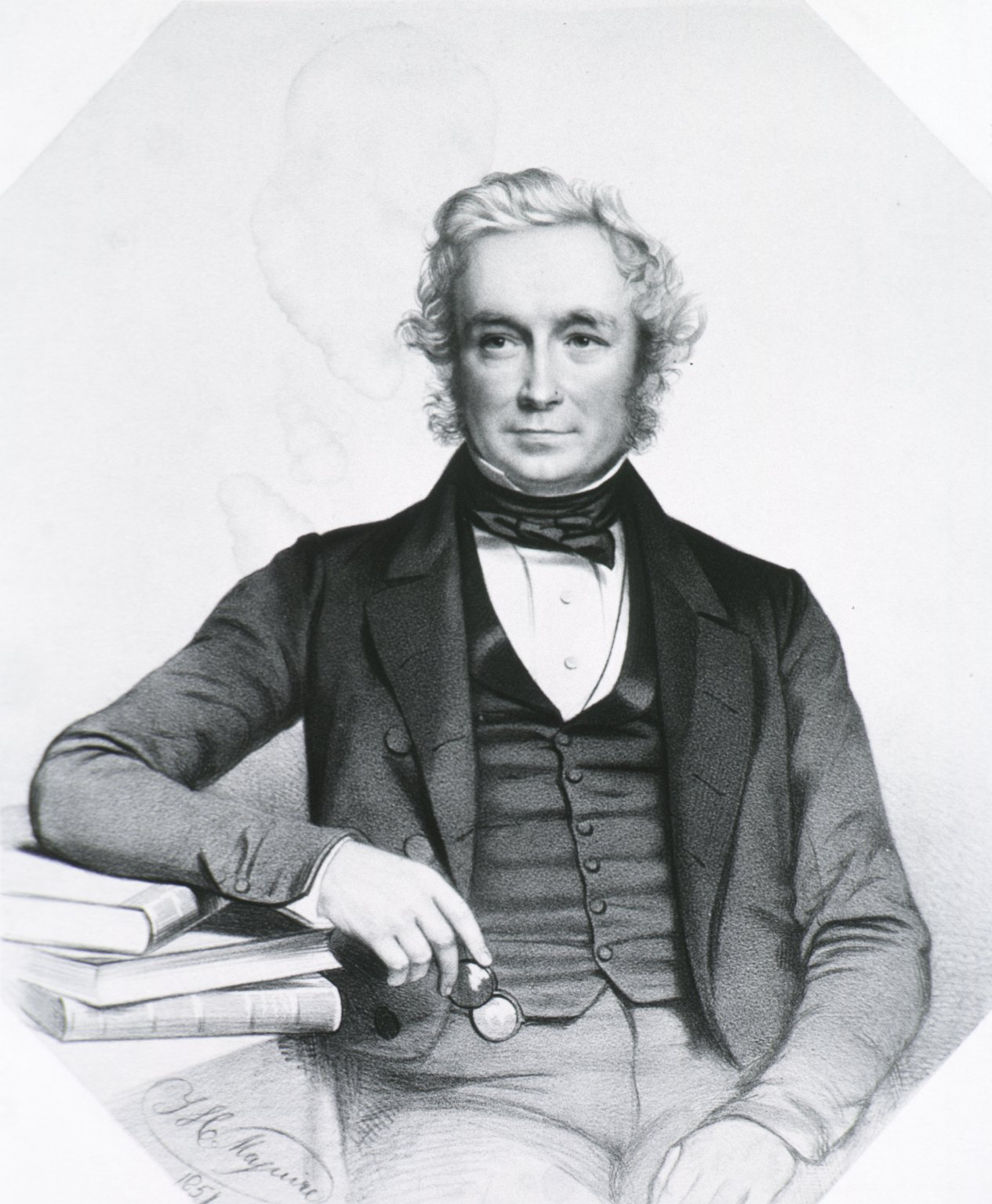
Джон Стивенс Генслоу

## Биография
Джон Стивенс Генслоу родился в городе Рочестер 6 февраля 1796 года. Генслоу был старшим из одиннадцати детей. Его отец поощрял развитие в нём стремления к естествознанию и в очень раннем возрасте он стал страстным коллекционером ботанических экземпляров. В 1814 году Генслоу поступил в Колледж Святого Джона в Кембридже. В 1818 году получил диплом, а затем возобновил свой интерес к естествознанию и совершил геологические экспедиции на Остров Уайт и Остров Мэн. С 1822 по 1827 год Джон Стивенс Генслоу был профессором минералогии. В 1825 году Генслоу стал викарием. В том же году ему была предложена должность королевского профессора ботаники. Эту должность он занимал до конца своей жизни. Его природный энтузиазм сделал ботанику одним из наиболее популярных предметов в университете. Он поощрял собственные наблюдения своих студентов, давал им растения и просил, чтобы они исследовали их и делали записи особенностей структур, которые они нашли. Он также брал студентов на экскурсии и приглашал их к себе домой, где дискуссии на различные научные темы были более неофициальными. Во время своего пребывания в Кембридже Генслоу расширил Ботанический сад и реконструировал 40-акровое место между Бэйтман-Стрит и Бруклэндс-Авеню, сделав его всемирно известным. Джон Стивенс Генслоу был другом и наставником своего ученика Чарльза Дарвина и развил в нём интерес к естествознанию. Они познакомились в 1828 году. Его звёздный ученик Чарльз Дарвин был его другом, несмотря на возможный атеизм Дарвина и христианскую веру Генслоу. Дарвин и Генслоу писали друг другу настолько часто, насколько позволяла почтовая система. Как главный получатель массивной коллекции научных образцов Дарвина, Генслоу передал их соответствующим экспертам для анализа. Он также опубликовал отрывки писем Дарвина в научных журналах. В 1836 году Генслоу помог Чарльзу Дарвину получить финансирование для публикации его книг по зоологии. Джон Стивенс Генслоу умер 16 мая 1861 года. Возможно также, что он умер 18 мая 1861 года. Чарльз Дарвин говорил о нём: «Я полностью уверен, что более хороший человек никогда не ходил по этой земле». Некоторые из детей Генслоу также связали свою судьбу с ботаникой - Анна Генслоу Барнард (1833-1899) занималась ботанической иллюстрацией, а Джордж Генслоу написал несколько книг, посвященных растениям.

## Научная деятельность
Джон Стивенс Генслоу специализировался на семенных растениях.

## Некоторые публикации
- A Catalogue of British Plants. 1829; 1835.
- Principles of Descriptive and Physiological Botany. 1835.
- Flora of Suffolk. 1866.
- A Dictionary of Botanical Terms. 1856.
- The Teaching of Science in Cambridge. 1846.
- The Principles of Descriptive and Physiological Botany. 1835.
- A Syllabus of a Course of Lectures on Mineralogy. 1823.